# 巴斯克回力球
巴斯克回力球（巴斯克语：Euskal Pilota）是一群類似球類運動的名稱，比賽是由一人用球拍或是木棒對著牆（壁球場）擊球，另一種比賽方式是兩隊以地上的線或是球網作為分界，兩隊面對面比賽。此遊戲的根源可以追溯到希臘以及其他的古文明。
現今巴斯克回力球是一些國家的運動項目。在歐洲主要是集中在西班牙及法國，特別是在巴斯克地區。在阿根廷、智利、乌拉圭及古巴也有這類的運動。在美國有類似巴斯克回力球的運動，稱為壁網球（Jai ala），在佛罗里达州、康乃狄克州、内华达州及羅德島州較為常見。性質類似的巴倫西亞回力球是巴倫西亞自治區內的國民運動，在比利時、北義大利、墨西哥及，阿根廷也有人從事此一活動。
國際壁網球總會（International Federation of Basque Pelota）自從成立以來，已不同種類的壁網球或回力球標準化作四大類（modalities），14個項目，固定的球重、規則以及球場大小。四大類是30（33碼）寬的牆、36（39碼）寬的牆、54（59碼）寬的牆以及trinquete場地，14個項目的差別是使用徒手、皮革球、橡皮球、paleta（pelota paleta）、球拍（frontennis）及 xare。14個項目中，有二個是男性和女性都可參與的（frontenis以及rubber pelota in trinquete），剩下的12個只由男性參與。因此可以舉行國際性的競賽，也讓世界各國的選手和隊伍使用相同的規則比賽。不過也有純粹主義者的批評，認為這會失去各類比賽的原始特徵。
回力球運動就算在有保護的情形下，仍可能出現意外。因為很容易就讓球速到達200每小時（120英里每小時），若沒有正確配戴護具（甚至完全沒有護具），有可能會致命。巴斯克回力球運動曾出現過意外死亡，但非常少見。